# Opel Cascada
Opel Cascada — среднеразмерный кабриолет, выпускающийся немецкой компанией Opel с 20 апреля 2013 года. В Великобритании он выпускается под маркой Vauxhall, в Испании — под именем Cabrio, в США под маркой Buick, а в Австралии под маркой Holden. Cascada с испанского означает водопад. Цены в Германии начинаются с отметки 29 945 евро.

## История появления
Своё желание выпустить преемника Opel Astra TwinTop и конкурента других автомобилей данного класса подразделение General Motors высказало ещё в конце 2010 года, тогда предположительным именем было Calibra, в честь уже выпускавшегося ранее кабриолета. В феврале 2011 года стала известна примерная дата выхода — 2013 год. В июне этого-же года появились первые шпионские фотографии автомобиля, а также стало известно его место производства. В октябре компания объявила, что крыша новинки будет складной, также стали известны двигатели. В августе 2012 года появилась информация о том, что кабриолет покажут на Парижском автосалоне(хотя премьера так и не состоялась). Через месяц были показаны тизеры автомобиля, а также стало известно его имя. В октябре появилась официальные фотографии и информация от компании. Премьера состоялась на Женевском автосалоне в марте 2013 года.

## Технические данные
Cascada имеет на выбор 3 четырёхцилиндровых двигателя — 1,4- и 1,6-литровый турбобензиновые и двухлитровый турбодизельный. Младший (1,4 л) доступен в 2 модификациях с механической коробкой передач — 120 или 140 лошадиных сил, а старшие (1,6 и 2 л) могут быть выбраны и с автоматической трансмиссией; кроме того, 2-литровый доступен в модификации со 195 л.с. Мотор 1,6, кроме этого, имеет систему старт-стоп. Жёсткость кузова, по сравнению с предшествующей моделью Astra TwinTop, была увеличена на 41 % на кручение и на 27 % на изгиб. Для автомобиля предлагается 10 вариантов окраски кузова и столько-же вариантов колёсных дисков.
- Размерность шин — от 235/55R17 до 20'
- Размерность дисков — 7Jx17
- Диаметр разворота — 6,1
- Передняя подвеска — независимая, типа MacPherson с отделёнными от амортизаторов поворотными кулаками (HiPerStrut), пружинная, стабилизатор поперечной устойчивости
- Задняя подвеска — полунезависимая, соединённые продольные рычаги с механизмом Уатта, винтовые пружины
- Рулевое управление — шестерня-рейка, электроусилитель руля
- Передние тормоза — дисковые, вентилируемые
- Задние тормоза — дисковые

## Оснащение
Cascada имеет светодиодные фонари, однако за доплату доступны и поворотные адаптивные биксеноновые фары AFL+. Матерчатый верх, раскладывающийся за 17 секунд (при условии, что скорость автомобиля менее 50 км/ч), изготавливается компанией Magna CTS (Car Top System), он был выбран из-за меньшего веса (50 кг) и оптимальных шумоизоляции и использовании в любых условиях по сравнению с жёстким. Каркас крыши состоит из алюминиевых и магниевых сплавов. Интерьер во многом был скопирован с модели Astra, однако был улучшен, чтобы соответствовать своему классу. Из атрибутов безопасности автомобиль имеет подушки безопасности, систему ESP, стойки за спинками сидений, выстреливающие при опрокидывании, а также камеру Opel Eye, следящую за разметкой и знаками и предупреждающую о возможном столкновении. Из вспомогательных систем имеются система контроля мёртвых зон и камера заднего вида. В Германии Cascada доступна в 2 комплектациях: Edition и innovation (в Великобритании — SE и ELITE, во Франции — COSMO и COSMO PACK).

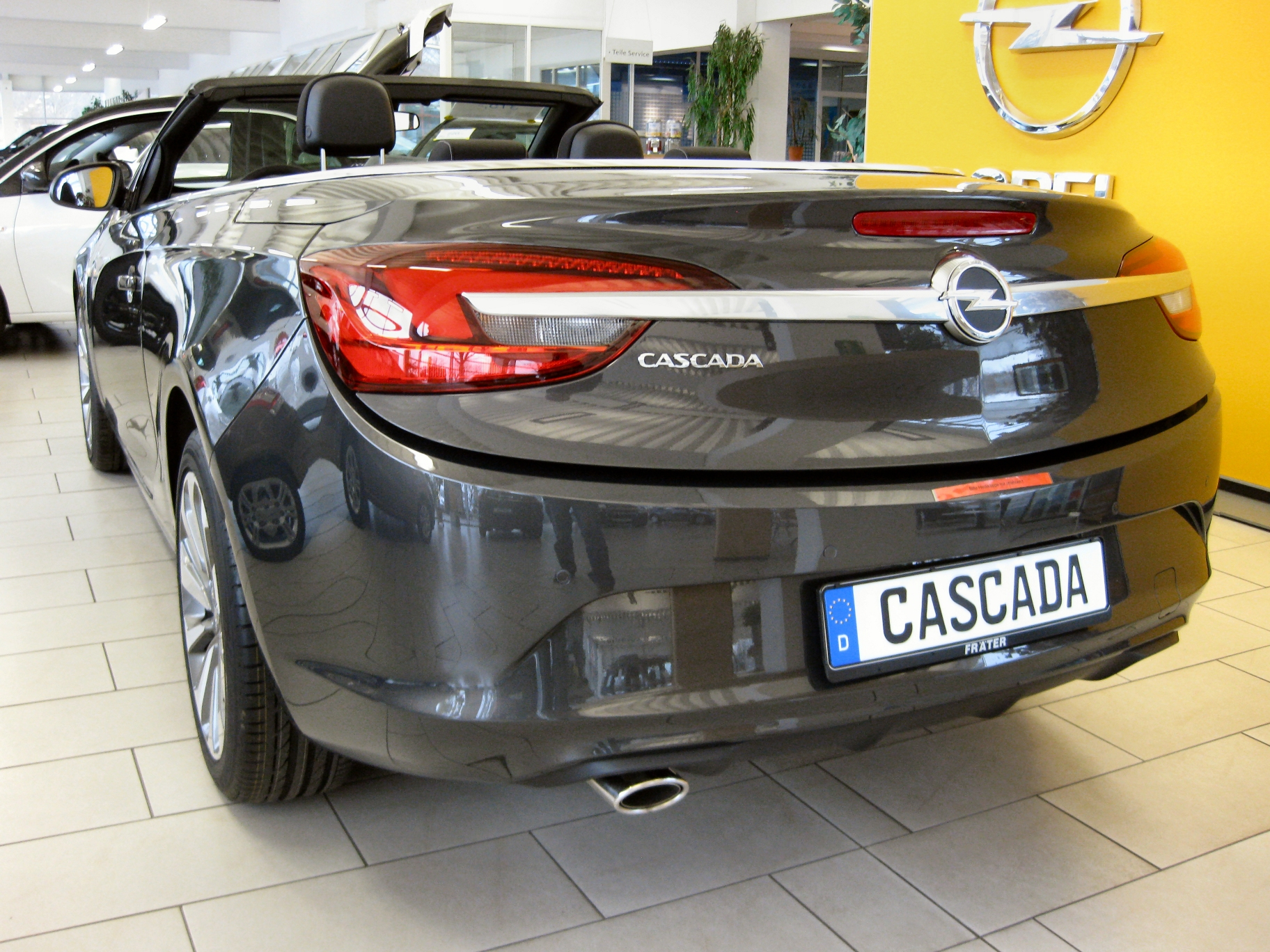
Вид сзади
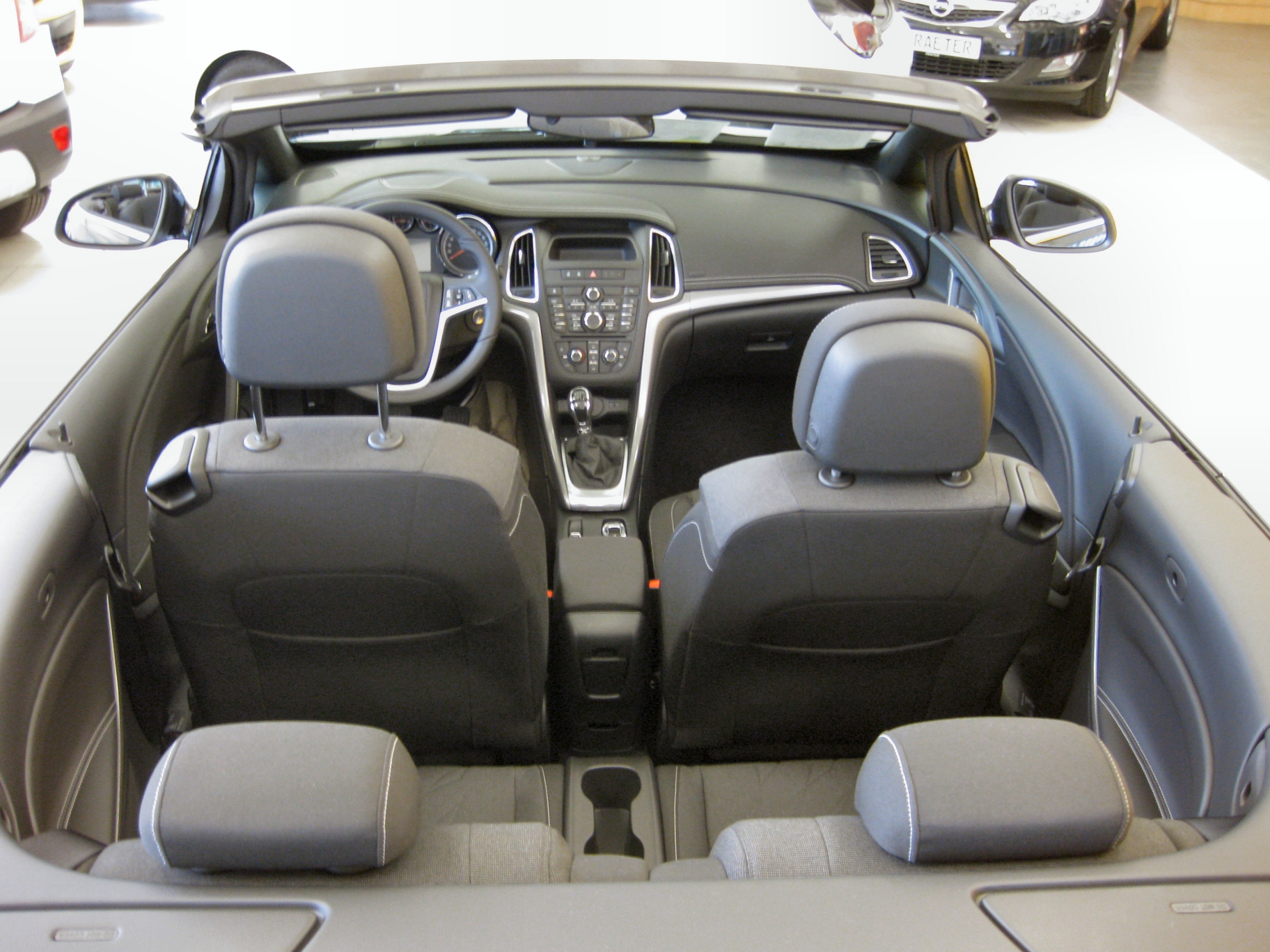
Интерьер
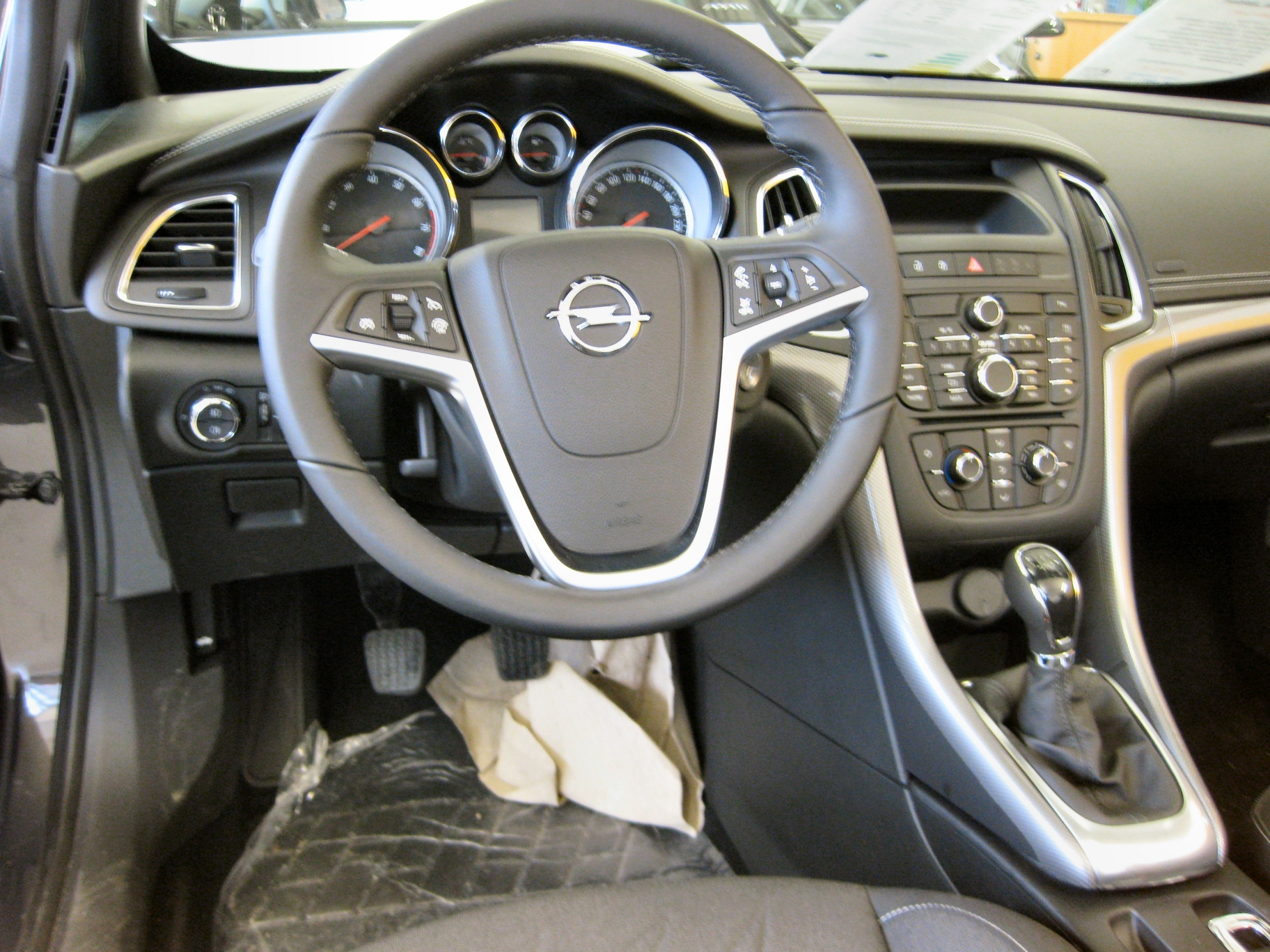
Кокпит